# Супер Агури SA06
Супер Агури SA06 (Super Aguri SA06) е състезателен автомобил на отбора на Супер Агури Формула 1 за Световния шампионат на ФИА - Формула 1 2006. Дизайнер е Майк Престън.
Болида е готов в средата на сезон 2006 и с него пилотират Такума Сато и младия японски пилот Сакон Ямамот, който прави дебют с новата кола в състезанието за Голямата награда на Германия
Супер Агури SA06 е еволюция на дебютния болид на отбора - Супер Агури SA05, базиран на болида Ероуз A22 - шаси от 2002 година. Напълно е ревизирана аеродинамиката, окачването и е заменена скоростната кутия с такава с по-бързо превключване на предавките.